# کالو ۲۳۶۶۳
سیارک ۲۳۶۶۳ (به انگلیسی: 23663 Kalou، نامگذاری:1997EG18) بیست و سه هزار و ششصد و شصت و سومین سیارک کشف شده‌است که در ۱۰ مارس ۱۹۹۷ کشف شد.
قدر مطلق سیارک برابر ۱۵.۵ است.